# Коул, Ларнелл
Ла́рнелл Джеймс Ко́ул (англ. Larnell James Cole; родился 9 марта 1993 года в Манчестере) — английский футболист, полузащитник клуба «Уоррингтон Таун». Воспитанник футбольной Академии «Манчестер Юнайтед».

## Клубная карьера
Коул начал карьеру в Академии «Манчестер Юнайтед», выступая за команды разных возрастов. В 2011 году в составе команды «Манчестер Юнайтед» до 18 лет сделал хет-трик в ворота «Манчестер Сити». 13 марта 2011 года в игре Молодёжного кубка Англии против «Ливерпуля» забил пенальти и отдал голевую передачу на Равела Моррисона; матч завершился победой «красных дьяволов» со счётом 3:2.
Дебют Коула в основном составе «Юнайтед» состоялся 20 сентября 2011 года в матче Кубка Футбольной лиги против «Лидс Юнайтед». Этот матч стал единственным в карьере Коула за основной состав «Манчестер Юнайтед».
31 января 2014 года Райан Танниклифф и Ларнелл Коул перешли в лондонский «Фулхэм», главным тренером которого был Рене Мёленстен, ранее работавший в «Манчестер Юнайтед». Дебют Коула за «Фулхэм» состоялся 9 февраля 2014 года в матче Премьер-лиги против «Манчестер Юнайтед», в котором «дачники» сыграли вничью на «Олд Траффорд».

## Статистика выступлений
| Клуб              | Сезон            | Лига | Лига | Кубок Англии | Кубок Англии | Кубок лиги | Кубок лиги | Еврокубки | Еврокубки | Прочие | Прочие | Итого | Итого |
| Клуб              | Сезон            | Игры | Голы | Игры         | Голы         | Игры       | Голы       | Игры      | Голы      | Игры   | Голы   | Игры  | Голы  |
| ----------------- | ---------------- | ---- | ---- | ------------ | ------------ | ---------- | ---------- | --------- | --------- | ------ | ------ | ----- | ----- |
| Манчестер Юнайтед | 2011/12          | 0    | 0    | 0            | 0            | 1          | 0          | 0         | 0         | 0      | 0      | 1     | 0     |
| Манчестер Юнайтед | 2012/13          | 0    | 0    | 0            | 0            | 0          | 0          | 0         | 0         | 0      | 0      | 0     | 0     |
| Манчестер Юнайтед | 2013/14          | 0    | 0    | 0            | 0            | 0          | 0          | 0         | 0         | 0      | 0      | 0     | 0     |
| Манчестер Юнайтед | Итого            | 0    | 0    | 0            | 0            | 1          | 0          | 0         | 0         | 0      | 0      | 1     | 0     |
| Фулхэм            | 2013/14          | 1    | 0    | 0            | 0            | 0          | 0          | 0         | 0         | 0      | 0      | 1     | 0     |
| Фулхэм            | Итого            | 1    | 0    | 0            | 0            | 0          | 0          | 0         | 0         | 0      | 0      | 1     | 0     |
| Всего за карьеру  | Всего за карьеру | 1    | 0    | 0            | 0            | 1          | 0          | 0         | 0         | 0      | 0      | 2     | 0     |

(откорректировано по состоянию на 9 февраля 2014 года)